# 1918 na rádio

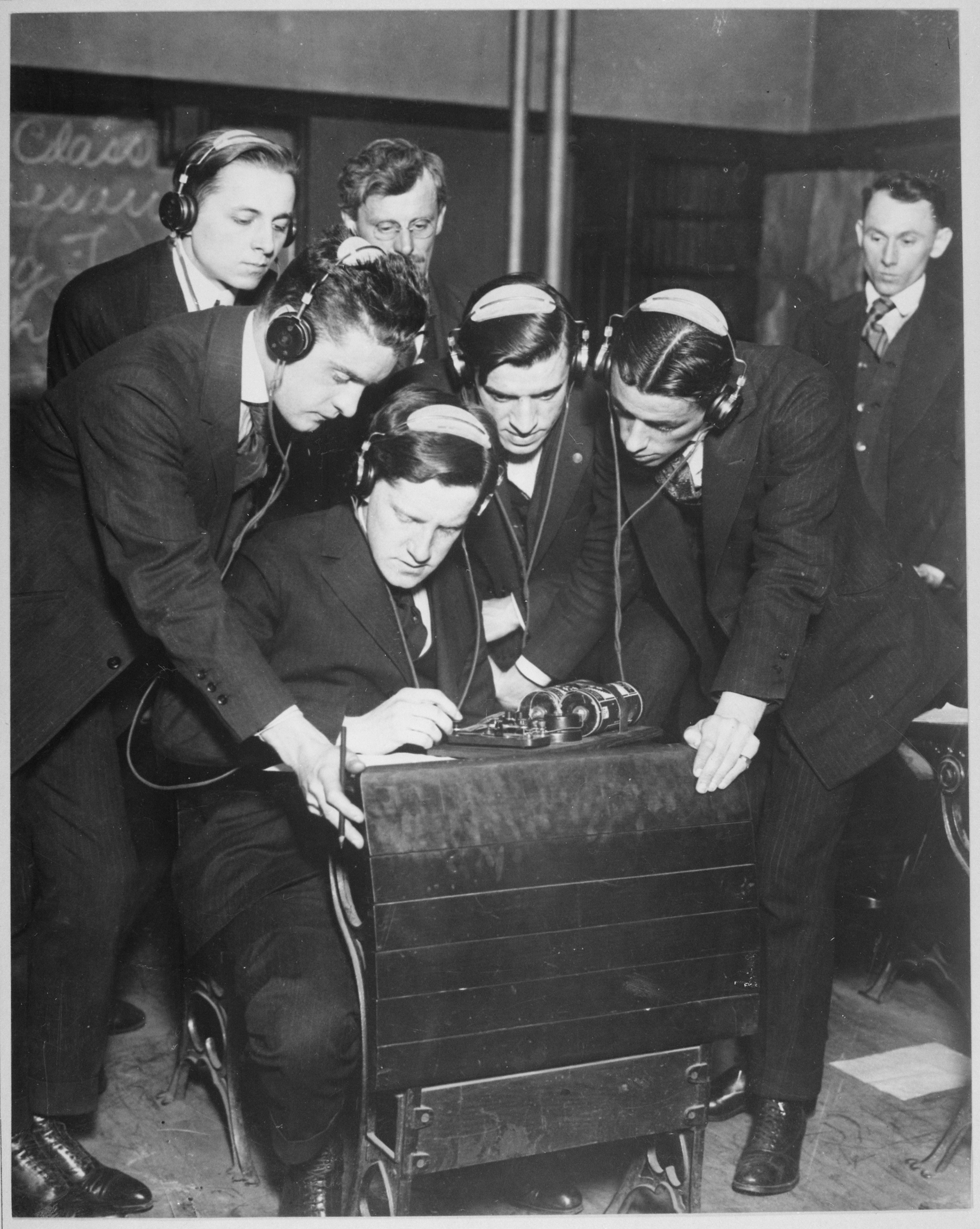
Estudantes estadunidenses transmitem mensagem via rádio em oficina vocacional em Nova Iorque, 1918.

Nesta página encontrará referências aos acontecimentos directamente relacionados com a rádio ocorridos durante o ano de 1918.

## Eventos
- 5 de março - A cifra ADFGVX é utilizada pela primeira vez nas transmissões via rádio do Império Alemão.

## Nascimentos
| Data | Nome | Profissão | Nacionalidade | Observações | Ref |
| ---- | ---- | --------- | ------------- | ----------- | --- |

## Mortes
| Data | Nome | Profissão | Nacionalidade | Observações | Ref |
| ---- | ---- | --------- | ------------- | ----------- | --- |